# Hoplia oblonga
Hoplia oblonga är en skalbaggsart som beskrevs av Gyllenhall 1817. Hoplia oblonga ingår i släktet Hoplia och familjen Melolonthidae. Inga underarter finns listade i Catalogue of Life.